# Romans (Deux-Sèvres)
Pour les articles homonymes, voir Romans.
Romans est une commune du Centre-Ouest de la France située dans le département des Deux-Sèvres, en région Nouvelle-Aquitaine.

## Géographie

### Climat
Pour des articles plus généraux, voir Climat de la Nouvelle-Aquitaine et Climat des Deux-Sèvres.
Historiquement, la commune est exposée à un climat océanique du nord-ouest.  
En 2020, Météo-France publie une typologie des climats de la France métropolitaine dans laquelle la commune est exposée à un climat océanique et est dans la région climatique  Poitou-Charentes, caractérisée par un bon ensoleillement, particulièrement en été et des vents modérés.
Pour la période 1971-2000, la température annuelle moyenne est de 11,8 °C, avec une amplitude thermique annuelle de 14,7 °C. Le cumul annuel moyen de précipitations est de 939 mm, avec 12,2 jours de précipitations en janvier et 7,4 jours en juillet. Pour la période 1991-2020, la température moyenne annuelle observée sur la station météorologique la plus proche, située sur la commune de Saint-Maixent-l'École à 6 km à vol d'oiseau, est de 13,4 °C et le cumul annuel moyen de précipitations est de 940,4 mm,. Pour l'avenir, les paramètres climatiques de la commune estimés pour 2050 selon différents scénarios d’émission de gaz à effet de serre sont consultables sur un site dédié publié par Météo-France en novembre 2022.

## Urbanisme

### Typologie
Au 1er janvier 2024, Romans est catégorisée commune rurale à habitat dispersé, selon la nouvelle grille communale de densité à sept niveaux définie par l'Insee en 2022.
Elle est située hors unité urbaine. Par ailleurs la commune fait partie de l'aire d'attraction de Niort, dont elle est une commune de la couronne,. Cette aire, qui regroupe 91 communes, est catégorisée dans les aires de 50 000 à moins de 200 000 habitants,.

### Occupation des sols
L'occupation des sols de la commune, telle qu'elle ressort de la base de données européenne d’occupation biophysique des sols Corine Land Cover (CLC), est marquée par l'importance des territoires agricoles (93,4 % en 2018), une proportion identique à celle de 1990 (93,4 %). La répartition détaillée en 2018 est la suivante : 
terres arables (63,2 %), zones agricoles hétérogènes (19 %), prairies (11,1 %), forêts (5 %), zones urbanisées (1,6 %). L'évolution de l’occupation des sols de la commune et de ses infrastructures peut être observée sur les différentes représentations cartographiques du territoire : la carte de Cassini (XVIIIe siècle), la carte d'état-major (1820-1866) et les cartes ou photos aériennes de l'IGN pour la période actuelle (1950 à aujourd'hui).

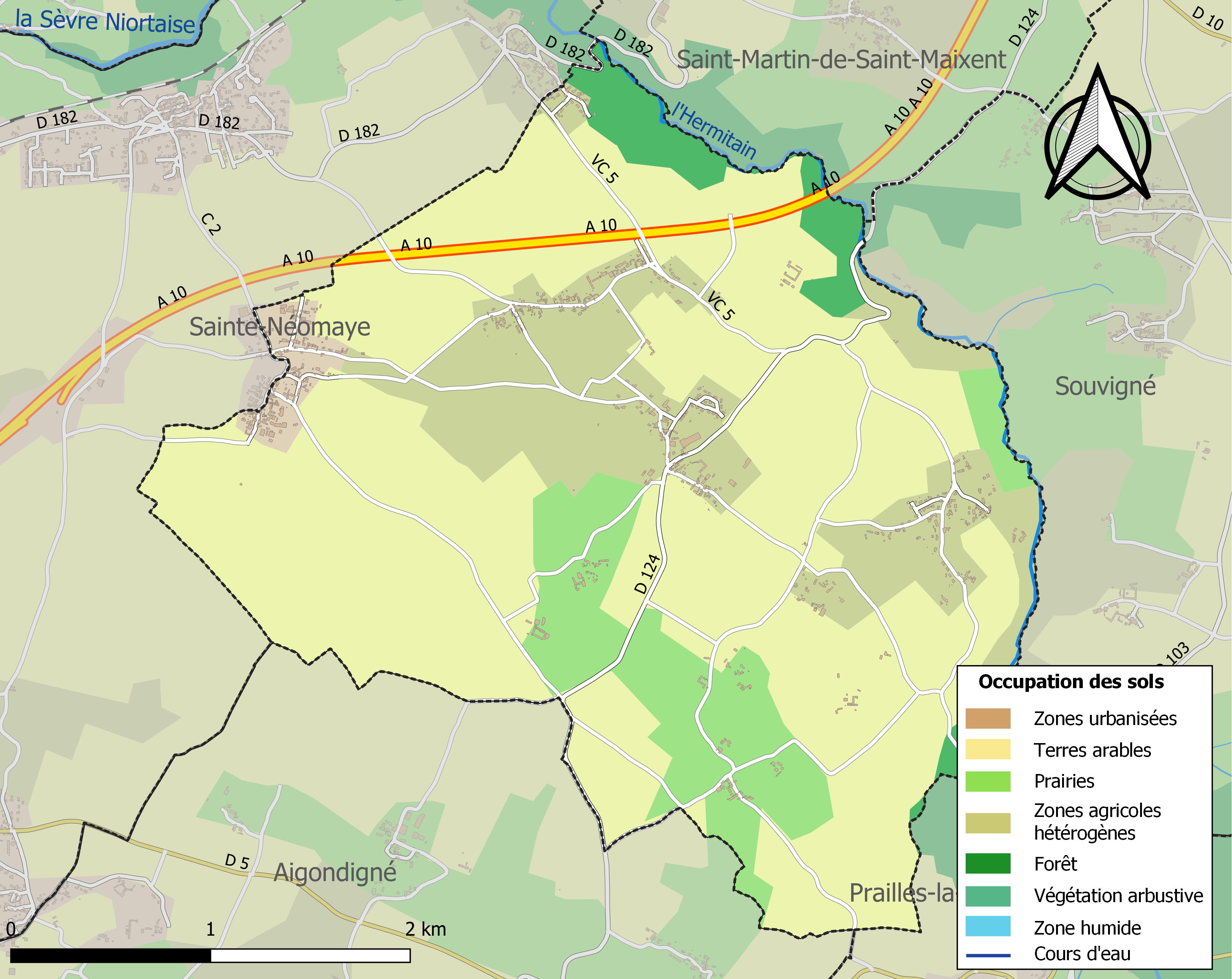
Carte des infrastructures et de l'occupation des sols de la commune en 2018 (CLC).

### Risques majeurs
Le territoire de la commune de Romans est vulnérable à différents aléas naturels : météorologiques (tempête, orage, neige, grand froid, canicule ou sécheresse), inondations, mouvements de terrains et séisme (sismicité modérée). Il est également exposé à un risque technologique,  le transport de matières dangereuses, et à un risque particulier : le risque de radon. Un site publié par le BRGM permet d'évaluer simplement et rapidement les risques d'un bien localisé soit par son adresse soit par le numéro de sa parcelle.

#### Risques naturels
Certaines parties du territoire communal sont susceptibles d’être affectées par le risque d’inondation par débordement de cours d'eau, notamment l'Hermitain. La commune a été reconnue en état de catastrophe naturelle au titre des dommages causés par les inondations et coulées de boue survenues en 1982, 1983, 1999 et 2010,.

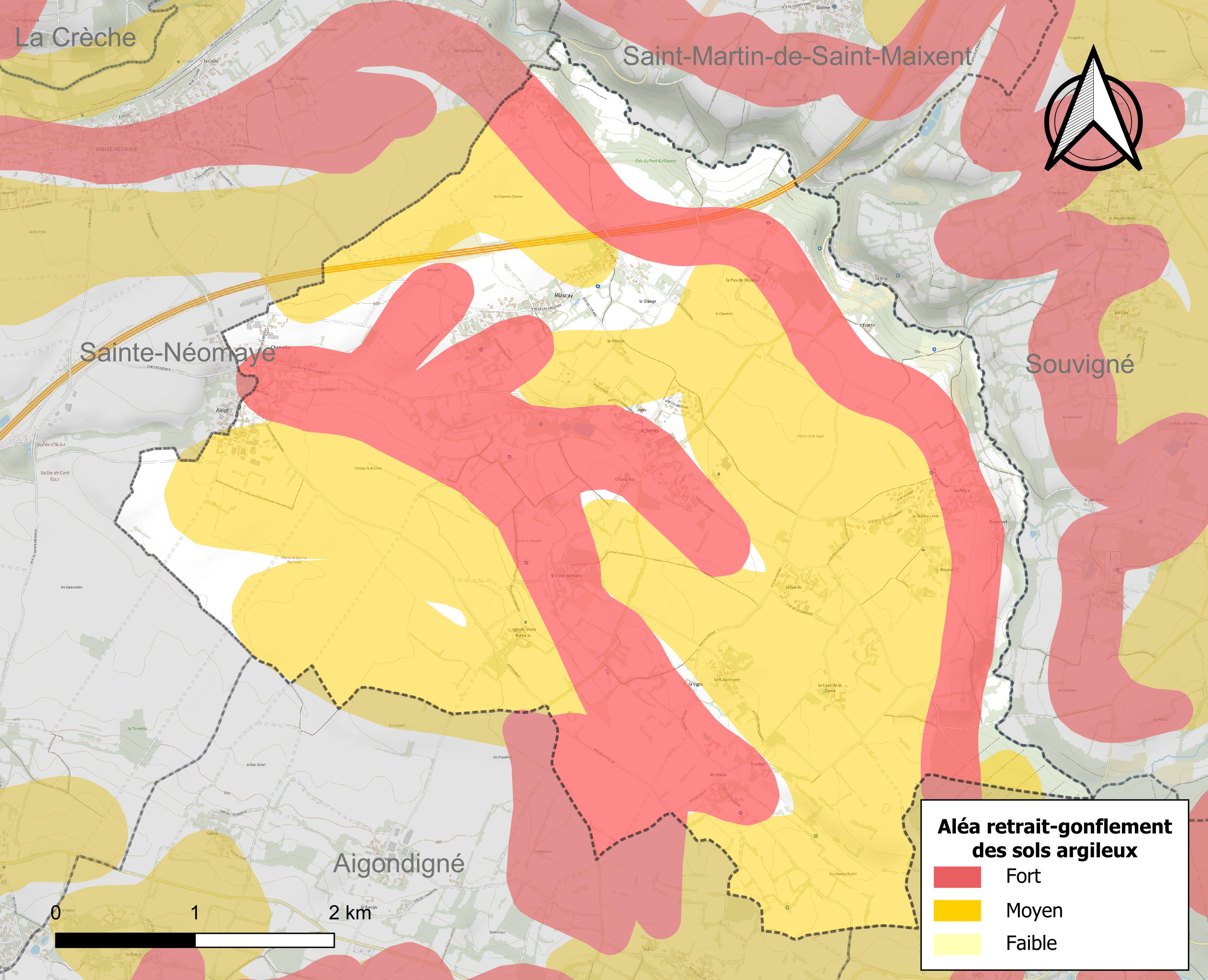
Carte des zones d'aléa retrait-gonflement des sols argileux de Romans.

Les mouvements de terrains susceptibles de se produire sur la commune sont des tassements différentiels. Le retrait-gonflement des sols argileux est susceptible d'engendrer des dommages importants aux bâtiments en cas d’alternance de périodes de sécheresse et de pluie. 84,7 % de la superficie communale est en aléa moyen ou fort (54,9 % au niveau départemental et 48,5 % au niveau national). Depuis le 1er octobre 2020, en application de la loi ELAN, différentes contraintes s'imposent aux vendeurs, maîtres d'ouvrages ou constructeurs de biens situés dans une zone classée en aléa moyen ou fort,.
La commune a été reconnue en état de catastrophe naturelle au titre des dommages causés par des mouvements de terrain en 1999 et 2010.

#### Risque particulier
Dans plusieurs parties du territoire national, le radon, accumulé dans certains logements ou autres locaux, peut constituer une source significative d’exposition de la population aux rayonnements ionisants. Selon la classification de 2018, la commune de Romans est classée en zone 3, à savoir zone à potentiel radon significatif.

## Politique et administration
| Période                                  | Période  | Identité        | Étiquette | Qualité                                |
| ---------------------------------------- | -------- | --------------- | --------- | -------------------------------------- |
| av.1951                                  | ?        | Emile Aumonnier | Rad.ind.  | Cultivateur                            |
| mars 2008                                | En cours | Daniel Jollit   | LR        | Président de la Communauté de communes |
| Les données manquantes sont à compléter. |          |                 |           |                                        |

## Population et société

### Démographie
À partir du XXIe siècle, les recensements réels des communes de moins de 10 000 habitants ont lieu tous les cinq ans. Pour Romans, cela correspond à 2008, 2013, 2018, etc. Les autres dates de « recensements » (2006, 2009, etc.) sont des estimations légales.
| 1793 | 1800 | 1806 | 1821 | 1831 | 1836 | 1841 | 1846 | 1851 |
| ---- | ---- | ---- | ---- | ---- | ---- | ---- | ---- | ---- |
| 799  | 793  | 848  | 893  | 935  | 903  | 888  | 956  | 960  |

| 1856 | 1861 | 1866 | 1872 | 1876 | 1881 | 1886 | 1891 | 1896 |
| ---- | ---- | ---- | ---- | ---- | ---- | ---- | ---- | ---- |
| 952  | 946  | 953  | 931  | 913  | 893  | 842  | 861  | 828  |

| 1901 | 1906 | 1911 | 1921 | 1926 | 1931 | 1936 | 1946 | 1954 |
| ---- | ---- | ---- | ---- | ---- | ---- | ---- | ---- | ---- |
| 782  | 770  | 718  | 604  | 595  | 572  | 564  | 545  | 538  |

| 1962 | 1968 | 1975 | 1982 | 1990 | 1999 | 2006 | 2008 | 2013 |
| ---- | ---- | ---- | ---- | ---- | ---- | ---- | ---- | ---- |
| 494  | 481  | 379  | 374  | 464  | 523  | 675  | 718  | 720  |

| 2018 | 2022 | - | - | - | - | - | - | - |
| ---- | ---- | - | - | - | - | - | - | - |
| 709  | 702  | - | - | - | - | - | - | - |

## Lieux et monuments
- Église Saint-Symphorien de Romans.

## Personnalités liées à la commune
► Tome 1 (A à K).
► Tome 2 (L à Z).
Pierre DUPUY a épousé en 1952 Louisette MORISSET, une « payse » de Saivres, qui était institutrice. Après des études universitaires de chimie, puis de botanique, il est devenu enseignant à Poitiers dans cette dernière discipline. Jeune homme, en 1944, Pierre accueille au Lineau, avec ses parents, Paul et Marie Dupuy, la famille juive de Jean Amado. Réfugiée au Lineau, la famille Amado peut ainsi se soustraire à la seconde rafle des Juifs de début 1944 à Niort. Perpétuellement tourné vers les autres, Pierre Dupuy faisait partie de l’administration locale de la MGEN, et reçoit toujours la visite de ses anciens étudiants. Il possède les talents d’un artiste aux multiples facettes.
Il s’est aussi consacré à la nature, véritable ou reproduite dans les arts, avec un jardin où depuis soixante années, arbres et végétaux croissent librement, avec des tableaux, des mosaïques, des sculptures sur bois et sur ciment (évoquant souvent la vie d’antan à la campagne), et des pyrogravures où foisonnent bêtes et plantes… (Voir exemples).

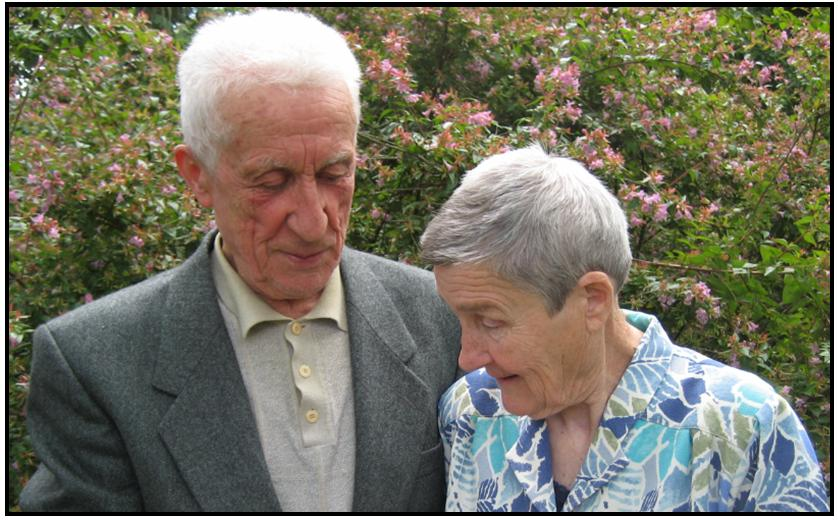
Pierre et Louisette Dupuy en 2012.
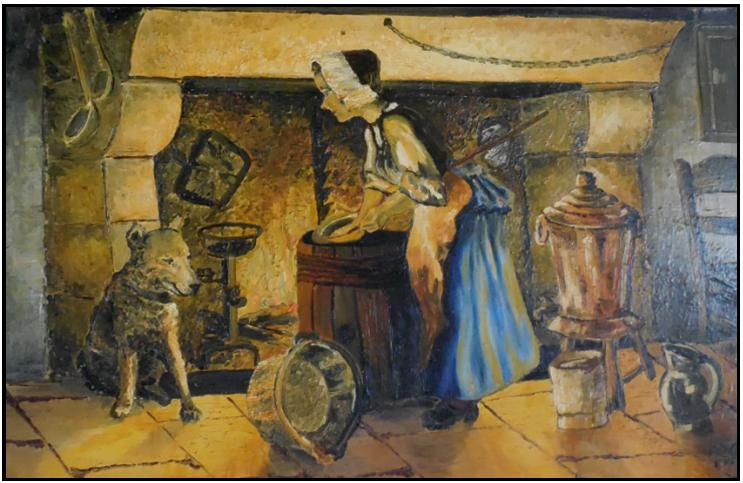
Intérieur paysan, tableau de 1960 ; la figure féminine, inspirée de Chardin, a les traits de son épouse Louisette.
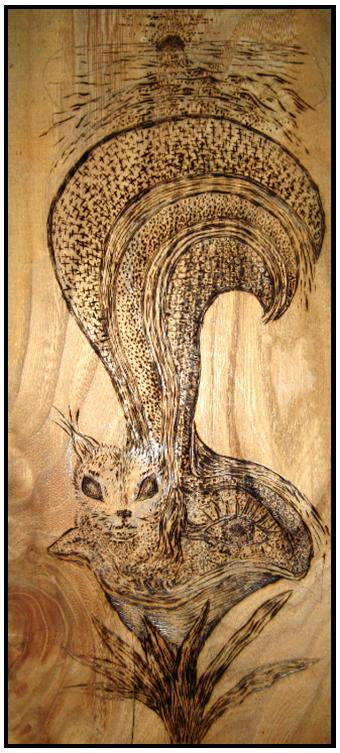
Pyrogravure : Animal fantastique.
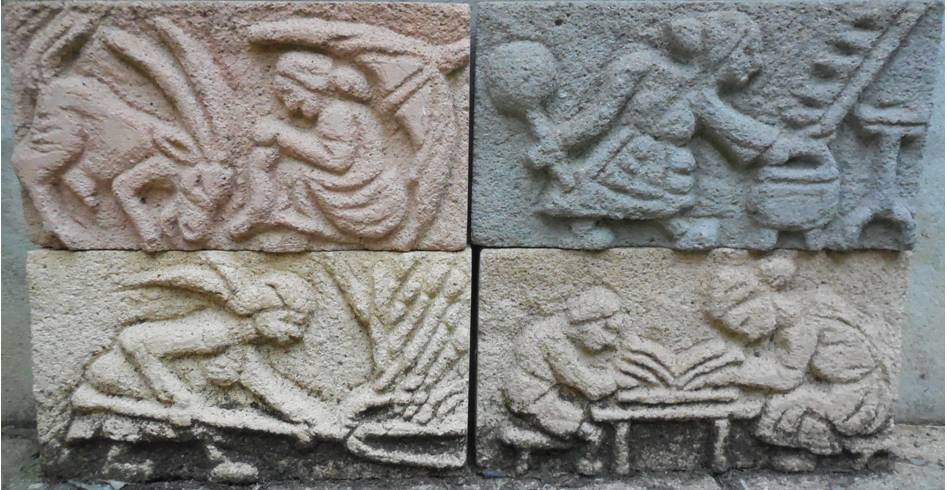
Sculptures sur ciment : scènes de la vie paysanne,  représentant sa mère au travail.

- En 2023, Pierre Dupuy publie son « Dictionnaire encyclopédique illustré du Parler Poitevin de la commune de Romans (Deux-Sèvres) »

(Édition des régionalismes).